# Dhrangadhra (stato)
Lo Stato di Dhrangadhra (o Halvad-Dhrangadhra) fu uno stato principesco del subcontinente indiano, avente per capitale la città di Dhrangadhra.

## Governanti

### Raj Sahibs
- 1742 - 1745                Raisinhji II Pratapsinhji          (m. 1745)
- 1745 - 1782                Gajsinhji II Raisinhji             (m. 1782)
- 1782 - 1801                Jashwantsinhji II Gajsinhji        (n. 17.. - m. 1801) (in opposizione a Halwad dal 1758)
- 1758 - 1782                Raniji Jijibai Kunverba (f) -reggente (per Jashwantsinhji II; in opposizione a Halwad)
- 1801 - 1804                Raisinhji III Jashwantsinhji       (n. 1761 - m. 1804)
- 1804 -  9 aprile 1843         Amarsinhji II Raisinhji            (n. 1782 - m. 1843)
- 9 aprile 1843 - 16 ottobre 1869  Ranmalsinhji Amarsinhji            (n. 1809 - m. 1869) (dal 24 maggio 1866, Sir Ranmalsinhji Amarsinhji)
- 16 ottobre 1869 -  2 dicembre 1900  Mansinhji II Ranmalsinhji          (n. 1837 - m. 1900) (dal 1º gennaio 1877, Sir Mansinhji II Ranmalsinhji)
- 2 dicembre 1900 -  8 febbraio 1911  Ajitsinhji Jashwantsinhji          (n. 1872 - m. 1911) (dal 1º gennaio 1909, Sir Ajitsinhji Jashwantsinhji)
- 8 febbraio 1911 -  1º gennaio 1918  Ganshyamsinhji Ajitsinhji          (n. 1889 - m. 1942) (dal 1º gennaio 1917, Sir Ganshyamsinhji Ajitsinhji)

### Maharaja Shri Raj Sahibs
- 1º gennaio 1918 -  4 febbraio 1942  Sir Ganshyamsinhji Ajitsinhji
- 4 febbraio 1942 - 15 agosto 1947  Mayurdhwajsinhji Meghraji III (n. 1923 - m. 2010)